# 53818 Isispogson
53818 Isispogson este o planetă minoră (asteroid), cu un diametru de 3,772 km, din centura de asteroizi. A fost descoperită pe 11 martie 2000 la Catalina Station⁠(d) de Catalina Sky Survey. 
Obiectul prezintă o orbită caracterizată de o semiaxă mare de 2,6241850189185 UAi, o excentricitate de 0,14389989065802, o înclinație de 13,207397771976 ° în raport cu ecliptica.